# Сарыяхши
Сарыяхши (тур. Sarıyahşi) — город и район в центральной части Турции, на территории провинции Аксарай.

## Географическое положение

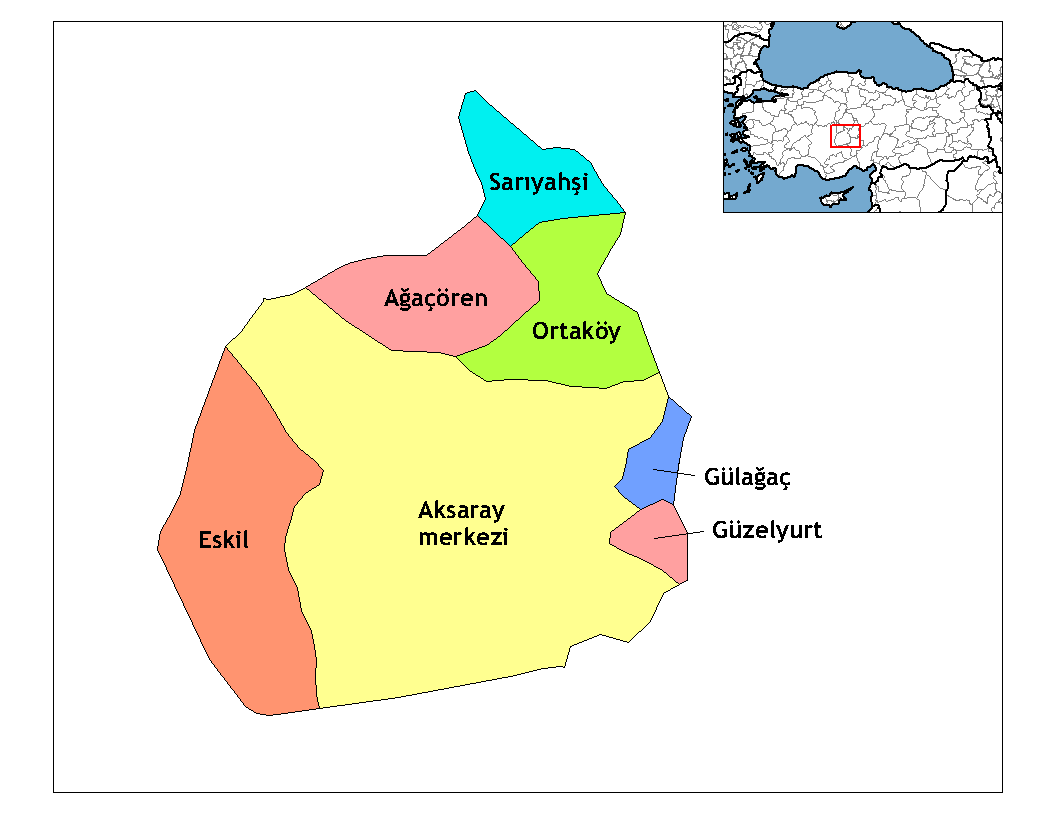
Район Сарыяхши на административной карте ила Аксарай

Город расположен в северной части ила, к югу от водохранилища Хирфанлы, на расстоянии приблизительно 62 километров к северо-северо-западу (NNW) от города Аксарай, административного центра провинции. Абсолютная высота — 950 метров над уровнем моря.

Площадь района составляет 280 км².

## Население
По данным Института статистики Турции, численность населения Сарыяхши в 2012 году составляла 3866 человек, из которых мужчины составляли 50,1 %, женщины — соответственно 49,9 %.
Динамика численности населения города по годам:
| 1990 | 1997 | 2000 | 2007 | 2012 |
| ---- | ---- | ---- | ---- | ---- |
| 5996 | 6854 | 7751 | 5395 | 3866 |

## Экономика и транспорт
Большинство населения занято в сельскохозяйственной отрасли.
Ближайший аэропорт расположен в городе Невшехир.